# FNS人気番組対抗!オールスタークイズ
『FNS人気番組対抗!オールスタークイズ!!』（エフエヌエスにんきばんぐみたいこうオールスタークイズ）は、フジテレビ系列で放送されていたクイズ番組・特別番組である。
タイトルの通り番組対抗戦として放送されているが、並行して放送されている『笑っていいとも!春・秋の祭典スペシャル』→『夜の笑っていいとも!春・秋のドラマ特大号』がドラマ番組による対抗戦なのとは対照的に、この番組はバラエティ・情報番組による対抗戦である。ただし第2回は『逃亡弁護士』（関西テレビ制作）チームが唯一ドラマ番組から参加した。また、VTRにおいてはドラマ出演者が出題者として登場した。

## 放送日時
- 第1回目：2009年12月15日 19:00 - 20:54（視聴率：13.2%）
- 第2回目：2010年7月6日 19:00 - 21:54（視聴率：13.2%）

## 出演者

### 司会
- くりぃむしちゅー
  - 上田晋也
  - 有田哲平

### 進行
- 本田朋子（フジテレビアナウンサー）

### 解答者
- クイズ!ヘキサゴンII Aチーム
  - 里田まい
  - スザンヌ
  - 木下優樹菜
  - 品川祐
  - 庄司智春
  - 岡田圭右
  - misono
  - 小島よしお

- クイズ!ヘキサゴンII Bチーム
  - 上地雄輔（2010年は、自身の主演ドラマである逃亡弁護士チームとして参加）
  - 崎本大海
  - 山田親太朗
  - FUJIWARA
    - 藤本敏史
    - 原西孝幸

  - 神戸蘭子
  - クリス松村
  - 森公平

- ザ・ベストハウス123チーム
  - 本上まなみ
  - 柴田理恵
  - 飯沼誠司
  - SHELLY
  - 鎌苅健太
  - 松井絵里奈

- 爆笑レッドシアターチーム
  - 狩野英孝
  - 柳原可奈子
  - ロッチ
  - ジャルジャル
  - 我が家

- めざましテレビチーム
  - 大塚範一
  - 皆藤愛子
  - 戸部洋子（フジテレビアナウンサー）
  - 遠藤玲子（フジテレビアナウンサー）
  - 倉田大誠（フジテレビアナウンサー）
  - 中村光宏（フジテレビアナウンサー）
  - 生野陽子（フジテレビアナウンサー）
  - 長野美郷

- 爆笑レッドカーペットチーム
  - TKO
  - インスタントジョンソン
  - いとうあさこ
  - フォーリンラブ
  - もう中学生
  - 世界のナベアツ

### ナレーター
- 桜庭亮平（フジテレビアナウンサー）

## 優勝チーム
- 第1回：めざましテレビ
最終問題の前の段階で2位の「ザ・ベストハウス123」チームとの差が50点開き、最終問題で「爆笑レッドシアター」チームの正解で優勝した。
- 第2回：めざましテレビ
2度目の優勝。大接戦の末の優勝であったが、「クイズ!ヘキサゴンII Bチーム」のクリス松村が解答権がないのに○マスク（正解するとつけて行く。次のピリオドまで解答件はない）越しで答えて正答するも、ルール違反で減点されてしまい、優勝を逃した。

## 主なスタッフ

### 第2回時点
- 作・構成：小笠原英樹、渡辺健久、田中到、むらまつこうすけ、板垣寿美、布広太一
- 問題作成：田中健一、日髙大介
- リサーチ：杉山浩子、飯尾亮昌
- TP・TD：長田崇
- SW：先崎聡
- AUD：鈴木岳登
- LD：小林敦洋
- 美術制作：大坊雄二
- デザイン：宮川卓也
- 美術進行：石田博己、西嶋友里
- 大道具：内堀圭一
- アクリル装飾：児玉希生
- 装飾：高橋尚孝
- 特殊装置：青木紀和
- アートフレーム：鈴木綱敏
- 視覚効果：藤本茂
- CG：富井真、菊池大介
- アニメーション：キムスネイク
- 編集：坂田誠司
- MA：渡邊優久
- 音響効果：星裕介
- 編成：高盛浩和
- 広報：谷川有季
- 協力プロデューサー：朝妻一、角谷公英、米山範彦、朝倉千代子、西雅史、三浦淳
- 監修：奥村達哉、疋田雅一
- 演出：古賀太隆、夫馬教行
- プロデューサー：挾間英行、大川泰、小沢英治、西雅史
- チーフプロデューサー：神原孝
- 技術協力：八峯テレビ、共同テレビジョン、フジライティング・アンド・テクノロジイ、サンフォニックス、マルチバックス、IMAGICA、4-Legs
- 協力：アフロ、ぴーたん
- 制作協力：ディ・コンプレックス、HIHO-TV、アルファ・グリッド（第2回以降）
- 制作：フジテレビバラエティ制作センター

### 歴代のスタッフ
- プロデューサー：石川綾一
- リサーチ：杉本みな子
- 広報：田中杏子
- AUD：國谷哲男
- デザイン：棈木陽次
- 大道具：那須野清
- アクリル装飾：山田隼人
- CG：岡本英士
- 編集：川越大佑
- MA：駒井仁
- 技術協力：デジデリック